# Prinț moștenitor
Prințul moștenitor sau Prințesa moștenitoare este persoana situată pe prima poziție în ordinea succesiunii la tron, și care nu poate fi înlăturată de la moștenire, cu excepția modificărilor regulilor de succesiune. Soția prințului moștenitor deține titlul de prințesă moștenitoare. În multe țări, prințul moștenitor deține un titlu specific.
Prin contrast, moștenitorul prezumtiv sau moștenitoarea prezumtivă este persoana situată pe prima poziție în ordinea succesiunii la un titlu, dar care poate fi înlocuită în anumite circumstanțe prevăzute de sistemul de moștenire, de exemplu dacă se naște un moștenitor mai eligibil.

## Titluri tradiționale pentru Prințul Moștenitor
- Regatul Unit al Marii Britanii și al Irlandei de Nord: Prinț de Wales (Prince of Wales)
- Belgia: Duce de Brabant (Hertog van Brabant, Duc de Brabant)
- Țările de Jos: Prinț de Orania (Prins(es) van Oranje)
- Spania: Prinț de Asturia (Príncipe de Asturias)
- Franța: Delfin (Dauphin de France, Dauphin de Viennois)
- Portugalia: Duce de Bragança (Duque de Bragança)
- Rusia: Țarevici (Царе́вич)
- Grecia: Diadoh (Διάδοχοι)

## Prinți moștenitori care nu au moștenit tronul

### Prinți moștenitori care au murit înaintea monarhului
| Prinț moștenitor                              | A trăit între | Moștenitor al                                           | Cauza decesului                    |
| --------------------------------------------- | ------------- | ------------------------------------------------------- | ---------------------------------- |
| Li Jiancheng                                  | 589–626       | Împăratul Tang Gaozu                                    | Ucis în timpul incidentului Xuanwu |
| William Adelin                                | 1103–1120     | Henric I al Angliei                                     | Înecat în catastrofa navei White   |
| Eduard, Prințul Negru                         | 1330–1376     | Eduard al III-lea al Angliei                            | O boală de lungă durată            |
| Henric al V-lea al Angliei                    | 1386–1422     | Carol al VI-lea al Franței (prin Tratatul de la Troyes) | Dizenterie                         |
| Eduard de Westminster, Prinț de Wales         | 1453–1471     | Henric al VI-lea al Angliei                             | Ucis în Bătălia de la Tewkesbury   |
| Arthur, Prinț de Wales                        | 1486–1502     | Henric al VII-lea al Angliei                            | Boală necunoscută                  |
| João Manuel, Prinț al Portugaliei             | 1537–1554     | Ioan al III-lea al Portugaliei                          | Tuberculoză sau diabet             |
| Henric Frederick, Prinț de Wales              | 1594–1612     | Iacob I al Angliei                                      | Febră tifoidă                      |
| Sofia de Hanovra                              | 1630-1714     | Anna a Marii Britanii                                   | Bătrânețe                          |
| Louis, le grand Dauphin                       | 1661–1711     | Ludovic al XIV-lea al Franței                           | Variolă                            |
| Louis, Delfin și Duce de Burgundia            | 1682–1712     | Ludovic al XIV-lea al Franței                           | Pojar                              |
| Louis, Delfin și Duce de Bretania             | 1707–1712     | Ludovic al XIV-lea al Franței                           | Pojar                              |
| Frederick, Prinț de Wales                     | 1707–1751     | George al II-lea al Marii Britanii                      | Abces pulmonar                     |
| Louis, Delfin al Franței                      | 1729–1765     | Ludovic al XV-lea al Franței                            | Tuberculoză                        |
| Christian August, Prinț Moștenitor al Suediei | 1768–1810     | Carol al XIII-lea al Suediei                            | Atac cerebral                      |
| Prințul Ferdinand-Filip al Franței            | 1810–1842     | Ludovic-Filip al Franței                                | Accident                           |
| Țareviciul Nicolae Alexandrovici al Rusiei    | 1843–1865     | Alexandru al II-lea al Rusiei                           | Meningită                          |
| Prințul Leopold, Duce de Brabant              | 1859–1869     | Leopold al II-lea al Belgiei                            | Pneumonie, după ce a căzut în iaz  |
| Wilhelm, Prinț de Orania                      | 1843–1879     | Willem al III-lea al Țărilor de Jos                     | Tifos                              |
| Alexandru, Prinț de Orania                    | 1851–1884     | Willem al III-lea al Țărilor de Jos                     | Tifos                              |
| Prințul Rudolf al Austriei                    | 1858–1889     | Franz Joseph I al Austriei                              | Suicid                             |
| Maha Vajirunhis, Prinț Moștenitor al Siam     | 1878–1895     | Rama al V-lea                                           | Febră tifoidă                      |
| Sultan bin Abdul-Aziz Al Saud                 | 1930–2011     | Abdullah bin Abdulaziz al-Saud                          | Boală                              |
| Nayef bin Abdul-Aziz Al Saud                  | 1934–2012     | Abdullah bin Abdulaziz al-Saud                          | Boală                              |

### Prinți moștenitori care au fost forțați să renunțe la tron
| Prinț moștenitor                        | A trăit între | Moștenitor al                     | Motivele renunțării la tron                                                                                      |
| --------------------------------------- | ------------- | --------------------------------- | --- |
| Carlos, Prinț de Asturia                | 1545–1568     | Filip al II-lea al Spaniei        | Instabil psihic, a fost închis de tatăl său; a murit în închisoare șase luni mai târziu                          |
| Yinreng                                 | 1674–1725     | Împăratul Kangxi                  | Închis pe viață de Kangxi pentru imoralitate și trădare                                                          |
| Alexei Petrovici, Țarevici al Rusiei    | 1690–1718     | Petru cel Mare al Rusiei          | Închis de tatăl său și forțat să renunțe la tron. S-a stins din viață în închisoare.                             |
| Prințul Moștenitor Sado (Coreea)        | 1735–1762     | Yeongjo de Joseon (Coreea)        | Tatăl său l-a forțat să se sinucidă                                                                              |
| Filip, Duce de Calabria                 | 1747–1777     | Carol al III-lea al Spaniei       | Suferea de un handicap mintal                                                                                    |
| Ludovic Filip, Conte de Paris           | 1838–1894     | Ludovic-Filip I al Franței        | Declarația celei de-a Doua Republicii la 24 februarie 1848                                                       |
| Luís Filipe, Prinț Regal al Portugaliei | 1887–1908     | Carlos I al Portugaliei           | Asasinat împreună cu tatăl său                                                                                   |
| Mohammad al Arabiei Saudite             | 1910–1988     | Regele Faisal ibn Abdul-Aziz      | Forțat să renunțe în 1965, considerat nepotrivit pentru tron                                                     |
| Prințul Carl Philip al Suediei          | 1979-         | Carl al XVI-lea Gustaf al Suediei | Legea suedeză a fost modificată în 1980, iar Carl Philip a fost înlocuit de sora lui mai mare, Prințesa Victoria |

### Prinți moștenitori ai unor monarhi care au abdicat sau au fost detronați
| Prinț moștenitor                                                               | A trăit între | Moștenitor al                                  | Sfârșitul monarhiei/dinastiei |
| ------------------------------------------------------------------------------ | ------------- | ---------------------------------------------- | --- |
| James Francis Edward Stuart                                                    | 1688–1766     | Iacob al II-lea al Angliei                     | Iacob al II-lea a fost detronat la 11 aprilie 1689 pentru că era catolic |
| Louis-Antoine, Delfin și Duce de Angoulême                                     | 1775–1844     | Carol al X-lea al Franței                      | A abdicat împreună cu tatăl său la 2 august 1830 |
| Gustav, Prinț de Vasa                                                          | 1799–1877     | Gustav al IV-lea al Suediei                    | Întreaga familie a lui Gustav a fost exclusă de la tron la 10 mai 1809 de către Riksdag a Estates, după detronarea lui Gustav Adolf IV.                                                                                   |
| Louis Napoléon, Prinț Imperial                                                 | 1856–1879     | Napoleon al III-lea al Franței                 | Napoleon al III-lea a fost detronat la 4 septembrie 1870 de către forțele Republicii a Treia |
| Wilhelm, Prinț Moștenitor al Germaniei                                         | 1882–1951     | Wilhelm al II-lea al Germaniei                 | Wilhelm a fost detronat de guvernul german la 9 noiembrie 1918 |
| Țareviciul Alexei al Rusiei                                                    | 1904–1918     | Nicolae al II-lea al Rusiei                    | Nicolae a abdicat la 2/15 martie 1917 în numele lui și al fiului său. Monarhia a fost abolită la 1 septembrie 1917 |
| Alfonso, Prinț de Asturia                                                      | 1907–1938     | Alfonso al XIII-lea al Spaniei                 | Alfonso al XIII-lea a fost detronat de formarea celei de-a Doua Republici spaniole la 14 aprilie 1931. Prințul Alfonso a renunțat la pretenția sa la tron la 21 iunie 1933, pentru a se putea căsători cu cineva de rând. |
| Otto von Habsburg, Prinț Moștenitor al Austriei, Ungariei, Croației și Boemiei | 1912–2011     | Carol I al Austriei                            | Austria și Ungaria au abolit monarhia în 1918. |
| Vittorio Emanuele, Prinț de Neapole                                            | 1937-         | Umberto al II-lea al Italiei                   | Italia a abolit monarhia la 12 iunie 1946, după ce Umberto al II-lea a domnit 33 de zile |
| Leka, Prinț Moștenitor al Albaniei                                             | 1939-2011     | Zog al Albaniei                                | La două zile după nașterea Prințului Leka, Italia lui Mussolini a invadat Albania la 7 aprilie 1939 și a trimis familia regală în exil.                                                                                   |
| Prințul Moștenitor Amedeo de Savoia, Duce de Aosta                             | 1943-         | Tomislav al II-lea al Croației                 | Tomislav al II-lea a abdicat la 12 octombrie 1943 în timpul armistițiului dintre Italia și forțele armate aliate, când Amedeo avea numai două săptămâni.                                                                  |
| Alexandru, Prinț Moștenitor al Iugoslaviei                                     | 1945-         | Petru al II-lea al Iugoslaviei                 | Petru al II-lea a fost detronat de Adunarea Constituantă din Iugoslavia la 29 noiembrie 1945. |
| Prințul Moștenitor Reza Pahlavi II                                             | 1960-         | Ultimul Șah al Iranului, Mohammad Reza Pahlavi | Șahul a fost răsturnat de revoluția iraniană la 11 februarie 1979. |
| Pavlos, Prinț Moștenitor al Greciei                                            | 1967-         | Constantin al II-lea al Greciei                | Constantin al II-lea a plecat în exil la scurt timp după nașterea lui Pavlos, și monarhia a fost abolită la 1 iunie 1973.                                                                                                 |
| Paras, Prinț Moștenitor al Nepalului                                           | 1971-         | Gyanendra al Nepalului                         | Gyanendra a fost detronat la 28 mai 2008 în favoarea unui guvern republican |
| Jasim bin Hamad bin Khalifa Al Thani                                           | 1978-         | Hamad bin Khalifa Al Thani                     | A renunțat la pretenția sa la tron în 2003 în favoarea fratelui său mai mic, șeicul Tamim |

## Prinți moștenitori în 2022
| Țară | Portret | Prinț moștenitor                        | Relație                                                     |
| --- | ------- | --------------------------------------- | ----------------------------------------------------------- |
| Arabia Saudită |         | Mohammed bin Salman                     | Fiul regelui Salman bin Abdulaziz al Saud                   |
| Bahrain |         | Salman bin Hamad bin Isa al Khalifa     | Fiul cel mare al regelui Hamad bin Isa al Khalifa           |
| Belgia |         | Prințesa Elisabeta a Belgiei            | Fiica cea mare a regelui Filip al Belgiei                   |
| Brunei |         | Al-Muhtadee Billah                      | Fiul cel mare al sultanului Hassanal Bolkiah                |
| Commonwealth · Antigua și Barbuda · Australia · Bahamas · Barbados · Belize · Canada · Grenada · Insulele Solomon · Jamaica · Noua Zeelandă · Papua Noua Guinee · Regatul Unit · Sfântul Cristofor și Nevis · Sfânta Lucia · Sfântul Vincent și Grenadine · Tuvalu |         | William, prinț de Wales                 | Fiul cel mare al regei Charles al III-lea a Regatului Unit  |
| Danemarca |         | Prințul Moștenitor Frederik             | Fiul cel mare al reginei Margareta a II-a a Danemarcei      |
| Iordania |         | Prințul Moștenitor Hussein bin Abdullah | Fiul cel mare al regelui Abdullah al II-lea al Iordaniei    |
| Kuwait |         | Mishal Al-Ahmad Al-Jaber Al-Sabah       | Fratele patern al emirului Nawaf Al-Ahmad Al-Jaber Al-Sabah |
| Maroc |         | Prințul Moștenitor Moulay Hassan        | Fiul cel mare al regelui Mohammed al VI-lea al Marocului    |
| Norvegia |         | Prințul Moștenitor Haakon               | Fiul cel mare al regelui Harald al V-lea al Norvegiei       |
| Suedia |         | Prințesa Moștenitoare Victoria          | Fiica cea mare a regelui Carl al XVI-lea Gustaf al Suediei  |
| Tonga |         | Prințul Moștenitor Tupoutoʻa ʻUlukalala | Fiul cel mare al regelui Tupou al VI-lea                    |

## Monarhi actuali care nu au un prinț moștenitor
| Țară      | Acualul monarh                        | Motivul pentru care nu există prinț moștenitor | Moștenitorul prezumptiv actual | Relație |
| --------- | ------------------------------------- | ---------------------------------------------- | ------------------------------ | ------- |
| Andorra   | Co-prinț Joan Enric Vives Sicília     | Succesorul trebuie numit de Papă               | -                              | -       |
| Andorra   | Co-prinț Emmanuel Macron              | Succesorul trebuie ales                        | -                              | -       |
| Bhutan    | Regele Jigme Khesar Namgyel Wangchuck | Regele nu are copii                            | Jigyel Ugyen Wangchuck         | Frate   |
| Cambodia  | Regele Norodom Sihamoni               | Noul monarh va fi ales                         | -                              | -       |
| Malaezia  | Regele Abdullah de Pahang             | Noul monarh va fi ales                         | -                              | -       |
| Oman      | Sultanul Qaboos bin Said al Said      | Sultanul nu are fii; succesorul va fi ales     | -                              | -       |
| Qatar     | Emirul Tamim bin Hamad Al Thani       | Noul monarh va fi ales                         | -                              | -       |
| Swaziland | Regele Mswati al III-lea              | Succesorul trebuie ales                        | -                              | -       |
| Vatican   | Papa Francisc                         | Succesorul trebuie ales                        | -                              | -       |